# Wilhelm Pralle (Oologe)
Wilhelm Pralle (* 28. September 1810 in Lüneburg; † 10. Oktober 1881 in Hannover) war ein deutscher Beamter, Postdirektor, Ornithologe und Oologe.

## Leben
Der noch zur sogenannten Franzosenzeit in Lüneburg geborene Wilhelm Pralle wirkte im Königreich Hannover als Postbeamter in Celle. Er war Inhaber einer Vogeleiersammlung und einer Sammlung ausgestopfter Vögel.
Ab 1858 lebte Pralle zeitweilig in der damaligen Residenzstadt Hannover. Spätestens Ende der 1850er Jahre war er Mitglied im Vorstand der Naturhistorischen Gesellschaft zu Hannover.
1860 ging Pralle nach Hildesheim und arbeitete dort als Postdirektor. Ebenfalls in Hildesheim verwaltete er die Vogelsammlung im Roemer-Museum. Dieser Einrichtung vermachte er seine Eiersammlung.
Ab 1877 verbrachte der pensionierte Beamte seinen Ruhestand in Hannover.

## Familie
Wilhelm Pralle war verheiratet mit Molly, geborene Greve. Ihr Sohn und einziges Kind war der Forst-Kandidat und Offiziersanwärter vom 3. hessischen Infanterie-Regiment Nummer 83 Albrecht Pralle (* 5. August 1846 in Celle). Er fiel im Deutsch-Französischen Krieg in der Schlacht bei Wörth am 6. August 1870. Er ist in einem denkmalgeschützten Sammelgrab mit Obelisk und eisernem Grabkreuz bei den Kriegsgräbern auf dem kommunalen Friedhof in elässischen Wœrth bestattet.